# Bremer Taufbecken

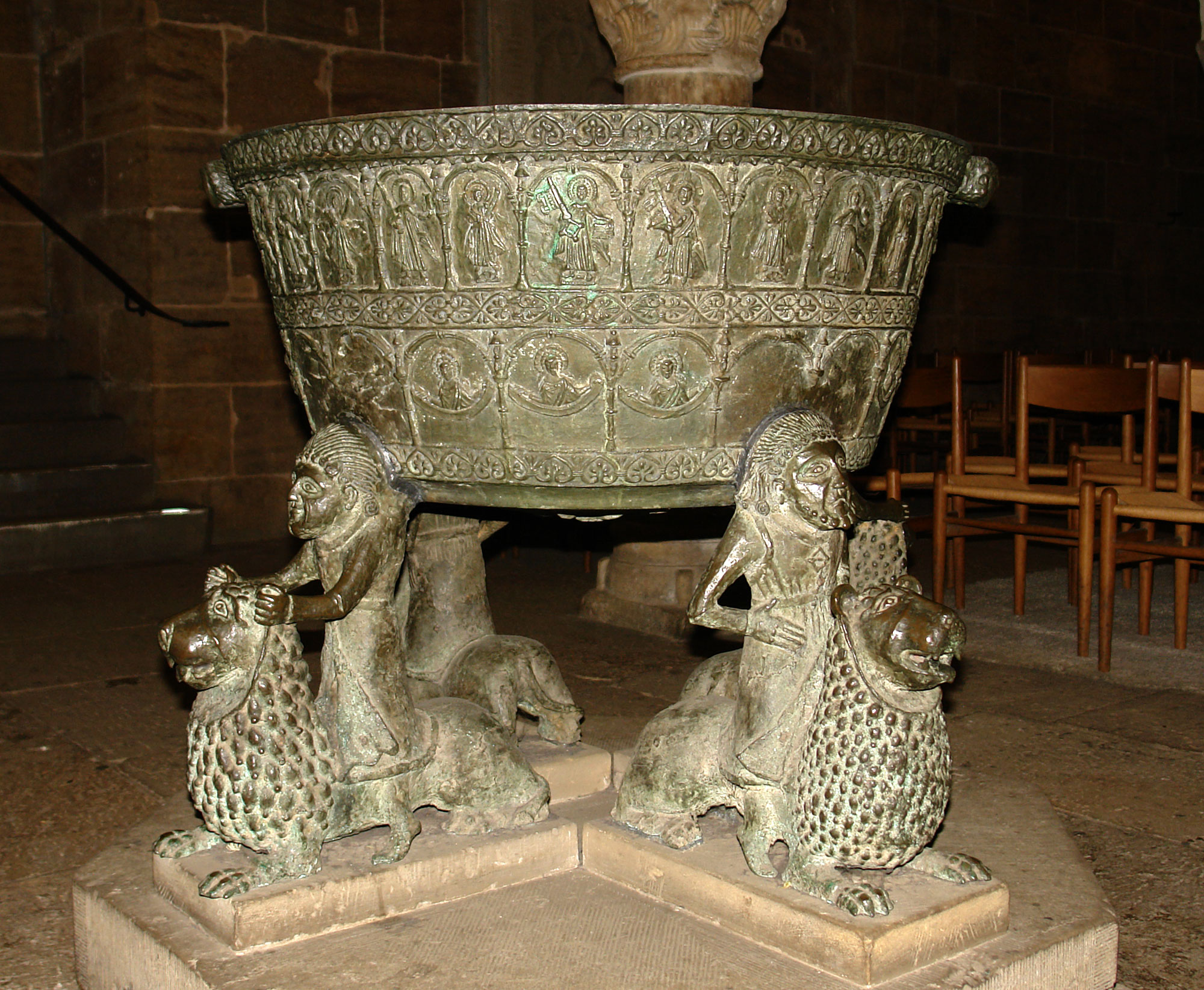
Das Taufbecken in der Westkrypta des Bremer Doms

Das Bremer Taufbecken (auch als Bremer Taufkessel bezeichnet) ist ein spätromanisches Taufbecken aus Bronze im Bremer Dom. Es wurde im 13. Jahrhundert unter Erzbischof Gerhard II. gefertigt. Das Taufbecken zählt zu den ältesten Kirchenschätzen des Domes und gilt als bedeutendes Kunstwerk Norddeutschlands.

## Geschichte
Das Taufbecken wurde vermutlich um 1230 bei einem Bremer Glockengießer gefertigt. Damit handelt es sich um eines der ältesten erhaltenen Ausstattungsstücke des St.-Petri-Doms, da alle älteren Kirchenschätze beim Bremer Brand im Jahr 1041 zerstört wurden.
Die älteste Erwähnung des Taufbeckens findet sich in der Chronik von Rinesberch und Schene: Während einer Prozession am 10. Oktober 1311 soll dem Domdekan Boge der heilige Viktor im Kirchenschiff auf der anderen Seite der Taufe erschienen sein. Der Standort des Taufbeckens wurde im Lauf der Geschichte mehrfach verändert. Im 17. Jahrhundert stand es vor dem zweiten Fenster von Westen im Nordschiff; 1811 wurde die Taufkapelle dann in der östlichsten Seitenkapelle des Südschiffs eingerichtet und 1959 an ihren aktuellen Standort in die Westkrypta verlegt, den ältesten erhaltenen Raum in Bremen. Dort steht die Taufe seitdem und ist auch heute noch in Verwendung.

## Beschreibung
Das Becken hat (ohne Steinsockel) eine Höhe von 87 cm und einen Durchmesser von 95 cm bei einer Wanddicke von 2–4 cm. Sein Fassungsvermögen beträgt 216,5 Liter, das entspricht 1 Oxhoft oder 1½ Ohm Wein oder 3 Bremer Getreidescheffel zu je zirka 72,5 Liter.
Hergestellt wurde die Taufe im Wachsausschmelzverfahren. Das verwendete Material entspricht dabei der im Mittelalter üblichen Glockenbronze gemäß den Vorgaben von Theophilus Presbyter. Das Becken hat einen symmetrischen Aufbau und unterteilt sich in zwei Bereiche: eine Sockelzone mit vier plastischen Trägerfiguren und eine Beckenzone mit umlaufenden Ausschmückungen in Reliefdarstellung. Figuren und Becken stammen von verschiedenen Künstlern. Eventuell sind die Figuren älter als das eigentliche Becken und stammen aus dem 12. Jahrhundert.
Der ursprüngliche Deckel des Beckens ist nicht erhalten. Von einem später ergänzten barocken Deckel existiert noch eine Zeichnung aus dem Jahr 1690 in Adam Storcks Ansichten der Freien Hansestadt Bremen und ihrer Umgebung. Dieser aus Holz geschnitzte Deckel wurde um 1640 unter Vikar Andreas von Mandelsloh bzw. Erzbischof Friedrich II. angefertigt.

## Bildprogramm

### Die Löwenreiter

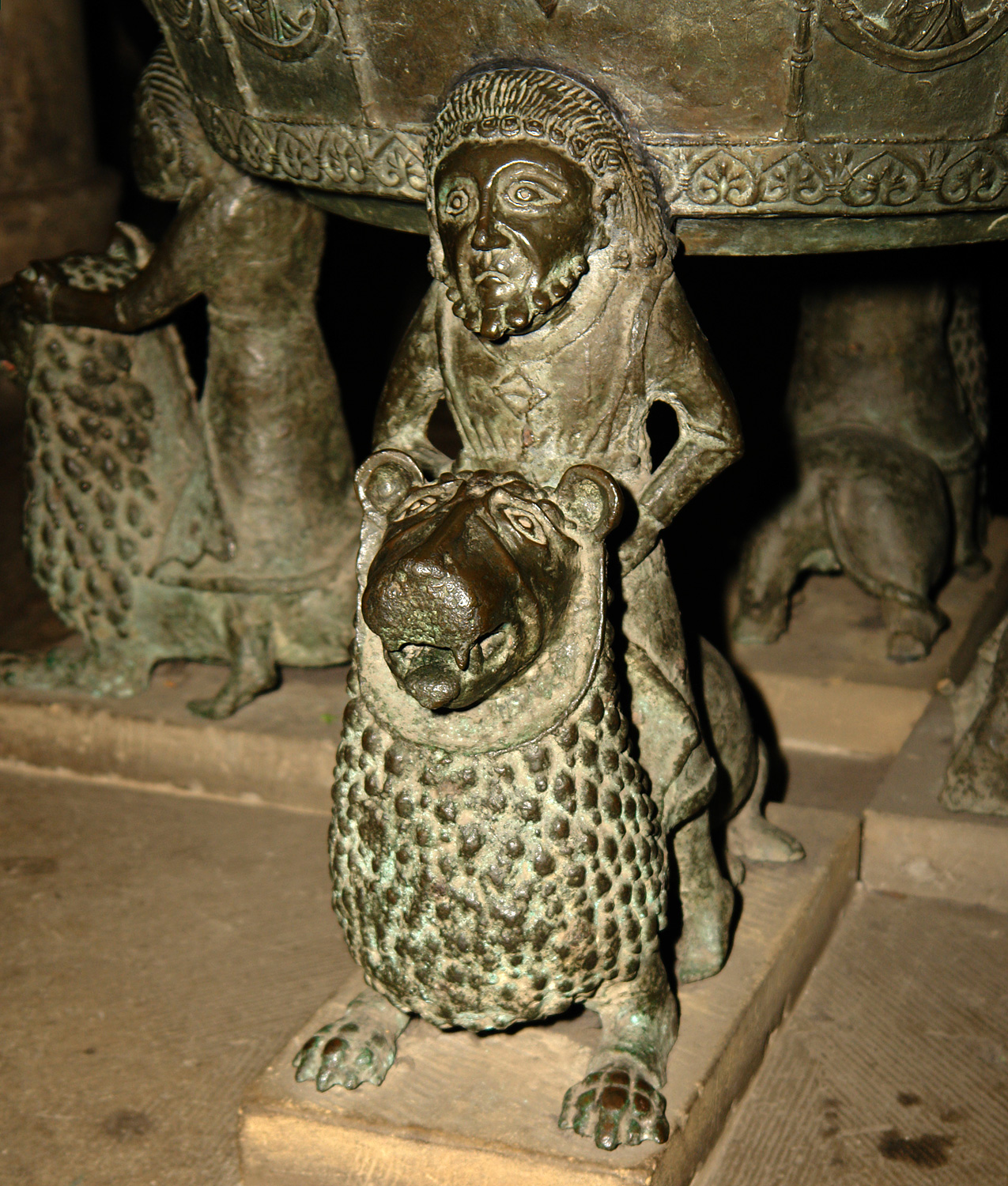
Die Löwenreiter

Eine auffällige Besonderheit des Bremer Taufbeckens sind die vier Löwenreiter als Trägerfiguren. Sie finden sich an keinem früheren Beispiel, weshalb sie auch als Bremer Löwenreitertypus bezeichnet wurden. Die Löwenreiter sind in zwei Gruppen unterteilt: zwei bärtige Figuren (im Norden und Süden) stemmen die Hände in die Hüfte, zwei bartlose (im Westen und Osten) halten die Löwen an den Ohren. Die Figuren haben große Köpfe und zierliche Körper und tragen das Becken – anders als bei dem verwandten, weit verbreiteten Atlasmotiv – scheinbar mühelos auf den Schultern.
Die Löwen liegen ruhig unter den Figuren. Sie haben Mähnen mit einem tropfenförmigen Muster, die um den Kopf herum durch eine Art „Kragen“ oder „Latz“ unterbrochen werden. Die aufgerichteten Köpfe mit aufgestellten Ohren wirken wachsam. Die Mäuler sind leicht geöffnet und zeigen Zunge und Zähne.

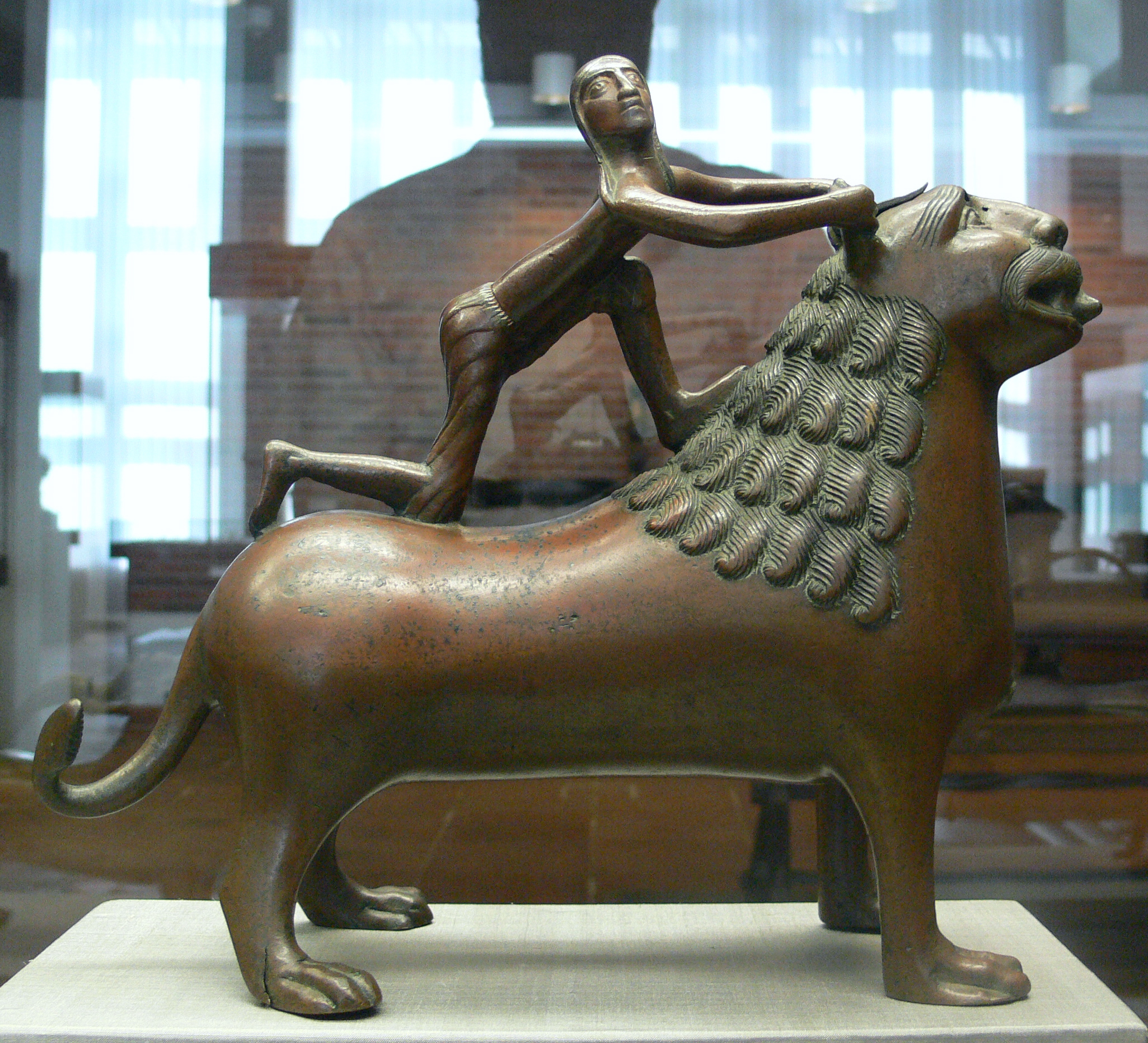
Samson-Aquamanile aus Niedersachsen, 2. Viertel 12. Jahrhundert

Im Maul des südlichen Löwen kniet eine kleine Figur, die sich mit den Armen an der Nase des Löwen festhält, Kopf und Beine sind allerdings irgendwann abgebrochen und fehlen heute. Diese Darstellung kann als Verweis auf die Gefahr, die Sündern droht, verstanden werden, so wie sie in Psalm 22, 22 erwähnt wird: Libera me ex ore leonis (‚Rette mich aus dem Rachen des Löwen‘). Der Löwe als Träger- oder Reittier symbolisiert hingegen die bezwungene Macht des Bösen. Es handelt sich vermutlich um ein Samsonmotiv, wie es bei zeitgenössischen Kleinbronzewerken wie Aquamanilen (einem liturgischen Wassergefäß) oder Leuchtern in Erscheinung tritt.

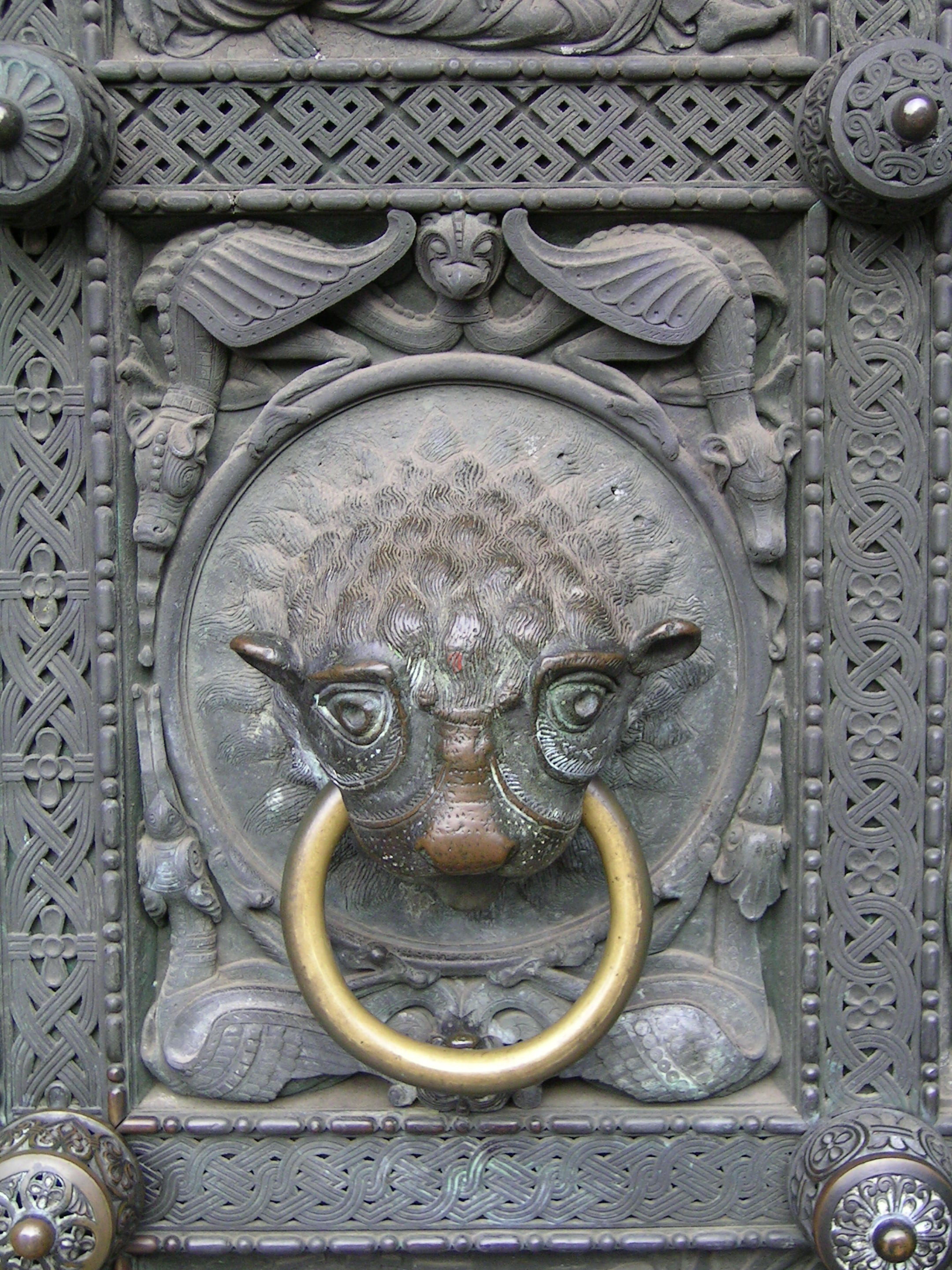
Türzieher am rechten Portal des Bremer Domes

Stilistisch besteht eine Verwandtschaft der Löwendarstellungen des Taufbeckens zu den Löwenköpfen der Türzieher an den Bronzeportalen des Doms sowie zu einigen Steinmetzarbeiten an dem Bauwerk selbst. Darüber hinaus lässt sich eine auffallende Ähnlichkeit zu den steinernen Löwen des Taufbeckens im Dom zu Halberstadt feststellen.

### Das Becken
Das eigentliche Taufbecken ist mit zwei als Relief angelegten Arkadenreihen verziert, die durch Ornamentbänder eingefasst werden. Die obere Reihe mit 26 Arkaden zeigt ebenso viele stehende Ganzfiguren, die untere Reihe mit 20 Arkaden zeigt 12 Halbfiguren. Jeweils zwei Arkaden in der unteren Reihe direkt über den Löwenköpfen bleiben leer.
Nur drei nahe beieinander stehende Figuren in der oberen Reihe sind durch individuelle Merkmale erkennbar: Christus mit einem Kreuznimbus und einem Kreuz mit Siegesfahne, Petrus, der Dompatron, mit einem überproportional großen Schlüssel und Paulus mit einem Schwert. Die Christusfigur ist dabei die einzige, die keine Standfläche aufweist, sondern frei „schwebt“. Die anderen 23 Figuren entsprechen zwei Grundmodellen und zeigen nicht näher spezifizierte Apostel und Heilige, die Bücher oder Spruchbänder (ohne erkennbarer Inschrift) halten. Die Halbfiguren in der unteren Reihe basieren alle auf einem Modell und weisen keine individuellen Eigenheiten auf.
Die drei Ornamentbänder bestehen aus einem Palmettenmuster, das im 12. und 13. Jahrhundert im europäischen Raum weit verbreitet war und als stilisierte Darstellung des Paradiesbaumes gilt. Das Ornamentband am oberen Rand des Beckens wird an zwei Stellen unterbrochen, an denen zwei hervorstehende maskenartige Köpfe angebracht sind, deren Gesichter denen der Löwenreiter sehr ähnlich sind. Die Köpfe dienten wahrscheinlich ursprünglich als Halterung für den Deckel des Beckens.

## Einordnung
Zusammen mit der zeitgleich entstandenen Hildesheimer Bronzetaufe ist das Bremer Taufbecken eines der ältesten von Figuren getragenen Bronzetaufbecken Deutschlands, wenn auch die Elemente des Bremer Beckens einen weniger ausgereiften und kunstfertigen Stil als die des Hildesheimer Beckens zeigen. Formal handelt sich um eine besonders seltene Mischform des seit dem Krodoaltar aus dem späten 11. Jahrhundert bekannten Atlasmotivs und des bei Stein- und Metalltaufen verbreiteten Löwenmotivs – in der Kombination beider Elemente hier mit Bezug zum Samsonthema. Nur zwei spätere Beispiele dieses Löwenreiter-Typus sind bekannt: das 1392 von Nikolaus von Stettin gegossene Taufbecken in der St.-Blasius-Kirche in Münden und die 1498 von Gottfried Klinghe gegossene Bronzetaufe in der Dionysiuskirche in Debstedt.